# Glaciar Compton
El glaciar Compton es un glaciar de tipo circo de 6 km de longitud, que fluye hacia el noreste desde las laderas inferiores del macizo del Big Ben hasta el lado noreste de la isla Heard en el sur del océano Índico. El frente glaciar se ubica en la laguna Compton, entre la playa Gilchrist y la playa Fairchild.
Al noroeste del glaciar Compton se encuentra el glaciar Ealey; cuyo frente glacial se encuentra al suroeste del cabo Bidlingmaier. Al sudeste del glaciar Compton se encuentra el cercano glaciar Brown, que desemboca en la laguna Brown.

## Descubrimiento y nombre
El alcance inferior de este glaciar fue esbozado y nombrado como "Iceberg de Morgan" en 1860, en un croquis elaborado por el capitán H.C. Chester, pescador estadounidense de focas, que operaba en la zona durante esa época. El glaciar fue estudiado en 1948 durante una expedición australiana de investigación y recibió el nombre de "glaciar Compton" por G. S. Compton, topógrafo asistente en la expedición.

## Flora y fauna de la isla Heard
El paisaje de las islas Heard y McDonald cambia constantemente debido a la actividad volcánica, los fuertes vientos, los temporales marinos y el cambio climático. Desde mitad de la década de 1980 se ha observado actividad volcánica en la zona, con flujos de lava reciente sobre el flanco sudoeste de la isla Heard. Las imágenes satelitales muestran que la superficie de la isla McDonald, perteneciente al mismo grupo de islas, aumentó en el lapso 1994-2004 entre 1 y 2,5 km² debido a los flujos de lava.

Además, el calentamiento global ha causado el retroceso de los glaciares. Estos dos procesos combinados generan nuevo espacios que en general permanecen sin hielo y áreas cubiertas de aguas superficiales y lagunas que quedan disponibles para ser colonizadas por plantas y animales.
La flora es escasa; se destaca la presencia de especies adaptadas al medio como Azorella selago.

La fauna de la Isla Heard incluye comunidades de lobos marinos antárticos (Arctophoca gazella) y subantárticos (Arctophoca tropicalis), ejemplares de rorcual común o ballena de aleta (Balaenoptera physalus), foca leopardo o leopardo marino (Hydrurga leptonyx), elefante marino del sur (Mirounga leonina) y cachalote (Physeter macrocephalus), entre otros.

En la costa existen colonias de varios tipos de pingüinos, como el pingüino rey (Aptenodytes patagonicus), el pingüino de penacho anaranjado (Eudyptes chrysolophus) y el pingüino de vincha (Pygoscelis papua). Dado el gran número de aves y mamíferos presentes, se considera la zona como un "hot spot biológico".
El ambiente marino alrededor de las islas contiene diversos hábitats bénticos que soportan una variedad de especies incluyendo los corales, esponjas, cirripedias y equinodermos. Este ambiente sirve como área de cría para muchos peces, algunos de ellos de interés para la pesca comercial.

## Disminución de los glaciares de la isla Heard
Heard es una isla volcánica, masivamente glaciarizada, ubicada a unos 4000 km al sudoeste de Australia. El 80% de la superficie de la isla está cubierto por hielo, con glaciares que descienden desde una altura de aproximadamente 2400 metros hasta el nivel del mar. Por el topografía accidentada de la isla Heard, la mayoría de sus glaciares son relativamente delgados (en promedio sólo unos 55 metros de espesor). La presencia de glaciares en isla Heard provee una gran oportunidad para medir la tasa de retraimiento glacial como indicador del cambio climático.
Los registros disponibles no muestran ningún cambio en el balance de masa glacial entre 1874 y 1929. Sin embargo, entre 1949 y 1954, se notaron cambios significativos en las formaciones de hielo por encima de los 1500 metros en las laderas del sudoeste de Big Ben, posiblemente como resultado de actividad volcánica. Para el año 1963, resultó evidente la disminución de casi todos los glaciares por debajo de los 600 metros y en menor grado a altitudes de 1500 metros.
Los acantilados costeros de hielo del glaciar Brown y del glaciar Stephenson, que en 1954 tenían más de 15 metros de altura, habían desaparecido en 1963 y los frentes glaciares se habían desplazado unos 100 metros hacia el interior. Los frentes del glaciar Baudissin en la costa norte y el glaciar Vahsel en la costa oeste han perdido un mínimo de 30 y 60 metros de altura respectivamente. El glaciar Winston, que se retrajo aproximadamente 1.5 km entre 1947 y 1963, parece ser un indicador muy sensible de los cambios glaciales en la isla. Las morrenas jóvenes que flanquean la laguna Winston muestran que el glaciar Winston ha perdido por lo menos 90 metros verticales de hielo dentro de un período de tiempo reciente. El glaciar Jacka en la costa este de la península Laurens también ha mostrado una marcada recesión desde 1955.
El retiro de los frentes glaciales hacia el interior de la isla Heard se aprecia en la comparación entre fotografías aéreas tomadas en diciembre de 1947 y las de otra visita realizada a principios de 1980. La retracción de los glaciares de la isla Heard se observa más grave en la región oriental donde los frentes glaciares costeros están ubicados actualmente en el interior. Los glaciares en las costas norte y oeste se han reducido significativamente, mientras el área de glaciares y capas de hielo en la península Laurens han disminuido entre el 30% y el 65%.
Durante el período comprendido entre 1947 y 1988, el área total de los glaciares de la isla Heard disminuyó un 11%, de 288 km² (aproximadamente el 79% de la superficie total de la isla) a sólo 257 km². Una visita a la isla en la primavera de 2000 encontró que los glaciares Stephenson, Brown y Baudissin, entre otros, se habían retirado aún más. El término del glaciar Brown se ha retirado aproximadamente 1,1 km desde 1950. Se calcula que el área total cubierta de hielo del glaciar Brown ha disminuido aproximadamente un 29% entre 1947 y 2004. Este nivel de pérdida de masa glacial es consistente con el incremento medido de temperatura de +0.9 °C durante esos años.
Entre las posibles causas de la recesión glacial en la isla Heard se incluyen:
1. Actividad volcánica
2. Movimiento hacia el sur de la convergencia antártica: Tal movimiento posiblemente podría causar el retroceso del glaciar a través de un aumento en las temperaturas del mar y del aire
3. Cambio climático

La División Australiana Antártica llevó a cabo una expedición a la isla Heard durante el verano austral de 2003-04. Un pequeño equipo de científicos permaneció dos meses en la isla, desarrollando estudios de biología terrestre y aviar y de glaciología. Los glaciólogos llevaron a cabo investigaciones sobre el glaciar Brown, en un esfuerzo por determinar la dinámica del retroceso glacial. Con una ecosonda portable, el equipo hizo pruebas de volumen del glaciar. El monitoreo de las condiciones climáticas continuó, con énfasis en el impacto de los vientos de Foehn en el balance de masa de los glaciares. Los resultados de aquella investigación demuestran que la tasa de pérdida de hielo glacial en la isla Heard se está acelerando. Entre 2000 y 2003, múltiples reconocimientos de superficie mediante GPS revelaron que la tasa de pérdida de hielo tanto en la zona de ablación como en la zona de acumulación del glaciar Brown fue más del doble de la tasa promedio medida entre 1947 y 2003. El aumento de la tasa de pérdida de hielo sugiere que los glaciares de la isla Heard están reaccionando al cambio climático en curso, en lugar de acercarse al equilibrio dinámico. Se prevé que la retirada de los glaciares de la isla Heard continúe en el futuro.

## Lectura adicional
- U. Radok and D. Watts (1975). «A synoptic background to glacier variations of Heard Island». Snow and Ice (Proceedings of the Moscow Symposium, August 1971) (104 edición). Wallingford, Oxfordshire, UK: International Association of Hydrological Sciences. pp. 42-56. Consultado el 7 de junio de 2010.
- Truffer, M., Thost, D. and Ruddell, A. (2001). «The Brown Glacier, Heard Island: its morphology, dynamics, mass balance and climate setting». Antarctic CRC Research Report No. 24. Hobart, Tasmania: Cooperative Research Centre for the Antarctic and Southern Ocean Environment, University of Tasmania. pp. 1-27.
- Kevin Kiernan and Anne McConnell (2002). «Glacier retreat and melt-lake expansion at Stephenson Glacier, Heard Island World Heritage Area». Polar Record 38 (207): 297-308. doi:10.1017/S0032247400017988. Consultado el 7 de junio de 2010.